# Лужайка
Лужайка (до 1948 — Нурми, фин. Nurmi) — посёлок при железнодорожной станции в Селезнёвском сельском поселении Выборгского района Ленинградской области.

## Название
В дословном переводе финский топоним Нурми означает «Лужайка».
Зимой 1948 года согласно решению исполкома Вахвиальского сельсовета деревне Нурми было присвоено наименование Лужайка, которое является топонимической калькой.

## История

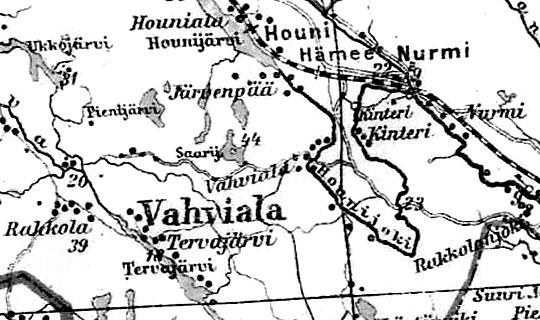
Станция и деревня Нурми на финской карте 1923 года

До 1939 года деревня Нурми входила в состав волости Вахвиала Выборгской губернии Финляндской республики.
С 1 января 1940 года по 31 октября 1944 года — в составе Карело-Финской ССР.
С 1 июля 1941 года по 31 мая 1944 года — финская оккупация. 
С 1 ноября 1944 года в составе Вахвиальского сельсовета Выборгского района.
С 1 октября 1948 года в составе Яшинского сельсовета.
С 1 января 1949 года учитывается административными данными как деревня Лужайка.
В 1961 году население деревни составляло 336 человек.
С 1 мая 1965 года в составе Кравцовского сельсовета.
Согласно административным данным 1966 года посёлок Лужайка входил в состав Кравцовского сельсовета.
Согласно данным 1973 и 1990 годов посёлок Лужайка входил в состав Селезнёвского сельсовета.
В 1997 году в посёлке Лужайка Селезнёвской волости проживали 438 человек, в 2002 году — 575 человек (русские — 90 %).
В 2007 году в посёлке Лужайка Селезнёвского СП проживали 452 человека, в 2010 году — 628 человек.

## География
Посёлок находится в западной части района на автодороге 41К-462 (подъезд к пос. Кутузово) в месте примыкания к ней автодороги 41К-413 (Селезнёво — Лужайка).
Расстояние до административного центра поселения — 10 км. 
В посёлке расположена железнодорожная станция Лужайка.
Через посёлок протекает река Селезнёвка.

## Демография
| 2007 | 2010 | 2017 | 2021 |
| ---- | ---- | ---- | ---- |
| 452  | ↗628 | ↘558 | ↘355 |

## Известные уроженцы
- Оскар Фриман (1893—1933) — двукратный олимпийский чемпион по греко-римской борьбе[15]

## Достопримечательности
Возле деревни по экотропе доступна туристическое место — Яшинская ГЭС, бывшая финская малая гидроэлектростанция на реке Бусловка.

## Улицы
Брусничная, Военная, Вокзальная, Волнистая, Еловая, Заречная, Кутузовская, Кутузовский проезд, Лесная, Лесничего, Лиственная Аллея, Малый проезд, Пограничная, Полевая, Родниковый проезд, Ручейный проезд, Хвойная, Яшинское шоссе.